# Люшня (округ)

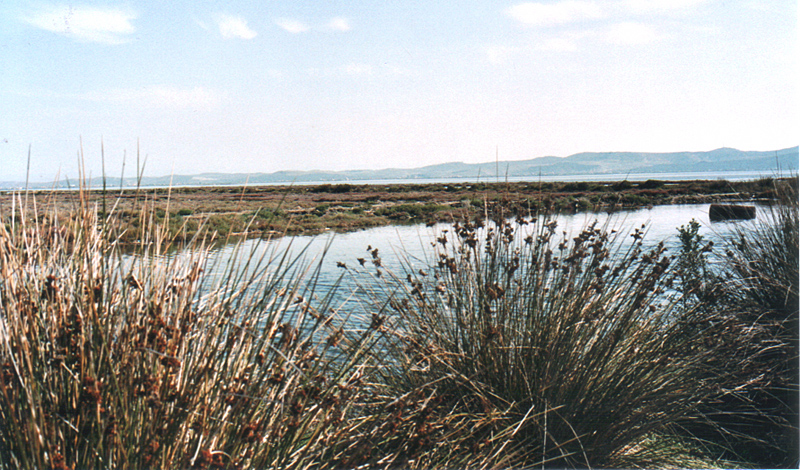
Вид на лагуну Караваста

Лю́шня (алб. Rrethi i Lushnjës) — один з 36 округів Албанії.
Округ займає територію 712 км² і відноситься до області Фієрі. Адміністративний центр — місто Люшня. Входить до числа 5 найгустонаселеніших округів країни.

## Географічне положення
Округ знаходиться у північній частині рівнини Мюзеке. Понаближенню до заходу, рівнина обмежується грядами пагорбів Дів'яка і пов'язаними з нею з півдня пагорбами Арденіка. На сході рівнина переходить в пагорби. На півночі природний кордон округу утворює річка Шкумбіні, а на округ він омивається Адріатичним морем.
На захід від міста Люшня знаходиться лагуна Караваста, відокремлена від моря дюнами та болотами. Ця лагуна з солонуватою водою, що знаходиться між гирлами річок Шкумбіні і Семані, а також навколишня територія, відносяться до найважливіших природних заповідників Албанії. З 1994 року національний парк «Хвойна Дів'яка» (Pisha e Divjakës) охороняється міжнародною Рамсарською конвенцією. У лагуні мешкають багато видів рідкісних птахів, серед інших — рідкісні види пеліканів.
Узбережжя поросло пініями, що дали парку його назву. У майбутньому ця частина округу може стати значимою для туризму: вже зараз у невеликих готелях на березі відпочивають албанці.

## Економіка
Окрім туризму, округ живе переважно сільським господарством. Долина Мюзеке — житниця Албанії. Єдиним великим населеним пунктом, окрім Люшні, у окрузі вважається Дів'яка (7000 жителів), розташована на північ від лагуни Караваста за 10 км від моря.

## Визначні місця
Головним визначним місцем округу є монастир Арденіка.

## Адміністративний поділ
Округ складається з двох міст: Люшня та Дів'яка та 14 комун: Алкай, Балагат, Бубулім, Гішгьокай, Гольєм, Градишт, Див'як, Карбунар, Кольонь, Крутья, Люшнь, Ремаст, Трбуф, Фієр-Шиган.